# Vera de Erques
Vera de Erques es un caserío situado en la zona alta del municipio de Guía de Isora (Tenerife, Canarias, España), situado a 850 m s. n. m. y a seis kilómetros del casco municipal. 
Está emplazado junto al Barranco de Erques, en una zona cercana a manantiales. Fue una zona tradicionalmente dedicada a la producción de cereales, pero la crisis de los cultivos de secano y el aislamiento potenciaron una fuerte emigración, pasando de 365 habitantes en 1950 a 157 en 1981. El inicio del cultivo del tomate, orientado a la exportación, y la mejora de las comunicaciones permitieron una recuperación poblacional.
El caserío destaca por sus actividades artesanales como la talla de la piedra. Poseyendo el caserío buenos ejemplos de arquitectura tradicional rural canaria.

## Demografía
| 2000 | 2001 | 2002 | 2003 | 2004 | 2005 | 2006 | 2007 | 2008 | 2009 | 2010 |
| ---- | ---- | ---- | ---- | ---- | ---- | ---- | ---- | ---- | ---- | ---- |
| 292  | 296  | 296  | 303  | 298  | 309  | 298  | 300  | 297  | 300  | 307  |

## Fiestas
Sus principales fiestas se celebran el primer fin de semana de julio en honor a Ntra. Sra. la Virgen del Carmen.

## Comunicaciones
Se accede a la localidad por la carretera TF-465. Por su parte, también existe una vía que la comunica con Tejina de Isora.

### Transporte público
En autobús —guagua— queda conectada mediante la siguiente línea de TITSA:
| Línea | Trayecto                                    | Recorrido     |
| ----- | ------------------------------------------- | ------------- |
| 490   | Vera de Erques - Guía de Isora (por Tejina) | Horario/Línea |